# Astrolab

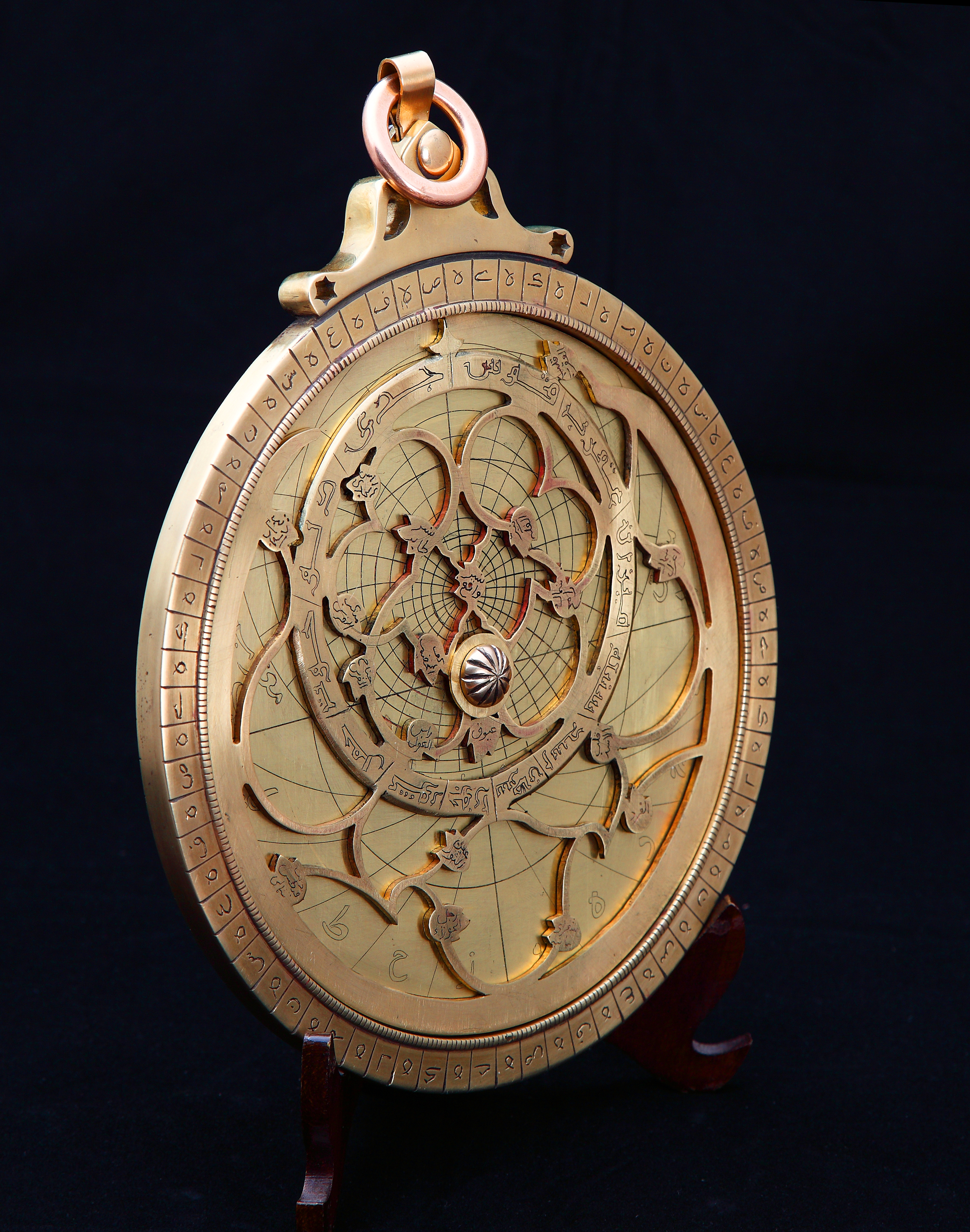
Un astrolab modern

Astrolabul planisferic, cunoscut îndeosebi sub denumirea comună de astrolab (din greaca veche ἀστρολάβος, astrolabos via latina medievală astrolabium „prinzător de aștri”) este un vechi instrument astronomic de observare și de calcul analogic. Instrument cu funcții multiple, el permite îndeosebi măsurarea înălțimii stelelor, între care Soarele, și prin aceasta, determinarea orei de observare și direcția astrului. Concepția sa, a cărei origini ajung în Antichitatea greacă, perfecționată de civilizațiile arabe, se sprijină pe o proiecție plană a boltei cerești și a sferei locale numită proiecție stereografică.

## Istoric
A fost inventat de Hipparch din Niceea, un astronom grec, pentru a putea măsura mișcarea aștrilor cerești. El a fost folosit până spre sfârșitul secolului al XVII-lea. O altă variantă de astrolab era Mecanismul de la Antikythera, folosită în insula Creta.

## Alcătuire
Era alcătuit dintr-un disc gradat cu o riglă cu un orificiu aflat la capătul astrolabului care măsura unghiurile pe care stelele le făceau în deplasarea lor. Era ținut în poziție verticală și se privea printr-un vizor prin care se observau anumite stele .

### Texte vechi
- Ioan Filopon, Traité de l'astrolabe (Astrolabica) (vers 530), trad. Alain Philippe Segonds, Charles-Benoît Hase, et Société internationale de l'astrolabe, 1981
- Severus Sebokht (1891).  Ernest Leroux, ed. Traité sur l'astrolabe plan (în franceză). 9. Paris. Parametru necunoscut |lire en ligne= ignorat (posibil, |url=?) (ajutor); Parametru necunoscut |sous-titre= ignorat (ajutor); Parametru necunoscut |tome= ignorat (ajutor); Parametru necunoscut |collection= ignorat (ajutor).
- fr  Al-Biruni (973-1048), Astrolabe, în care savantul persan discută, printre altele, posibilitatea ca Pământul să se rotească în jurul său și în jurul Soarelui.
- Raymond de Marseille, Traité de l'astrolabe (vers 1135), in Opera omnia. Traité de l'astrolabe. Liber cursuum planetarium, édi. par Emmanuel Poulle, C. Burnett et Marie-Thérèse d'Alverny, CNRS éditions, 2009, 400 pages
- Abelard din Bath, Traité de l'astrolabe (prin 1149) : Emmanuel Poulle, Le traité de l'astrolabe d'Adélard de Bath, in C. Burnett (dir.), Adelard of Bath, Londres, 1987, pp.110-122. Traduction vers 1149-1150 de l'Arithmétique (ou Livre de l'addition et de la soustraction d'après le calcul indien) d'al-Khawarizmi (mort prin 850)
- Cosimo Bartoli (1564). Del modo di mesurare (în italiană). Venise. Parametru necunoscut |lire en ligne= ignorat (posibil, |url=?) (ajutor).
- Dominique Jacquinot (1617). L'usage de l'astrolabe (în franceză). Paris. Parametru necunoscut |lire en ligne= ignorat (posibil, |url=?) (ajutor).

### Studii moderne
- Henri Michel, Traité de l'astrolabe, Gauthier-Villars, Paris, 1947 (Comporte des erreurs, selon Emmanuel Poulle, Revue d'histoire des sciences, 1977)
- R. D'Hollander (1999).  Institut océanographique, ed. L'Astrolabe. Paris. ISBN 2-903581-19-3. Parametru necunoscut |plume= ignorat (ajutor); Parametru necunoscut |sous-titre= ignorat (ajutor).
- R. D'Hollander (2002).  AFT, IGN, ed. Sciences géographiques dans l'Antiquité. Paris. Parametru necunoscut |plume= ignorat (ajutor).
- Jean-Noël Tardy (1999).  Édisud, ed. Astrolabes, Cartes du Ciel. Aix-en-Provence. ISBN 2-7449-0078-8. Parametru necunoscut |plume= ignorat (ajutor).
- Philippe Dutarte (2006).  Vuibert, ed. Les instruments de l'astronomie ancienne de l’Antiquité à la Renaissance. Paris. ISBN 2-7117-7164-4. Parametru necunoscut |plume= ignorat (ajutor).
- Denis Savoie (2005). L'âge d'or des sciences arabes. Paris. ISBN 2-7427-5672-8. Text "lire en ligne" ignorat (ajutor); Parametru necunoscut |éditeur= ignorat (posibil, |editor=?) (ajutor); Parametru necunoscut |sous-titre= ignorat (ajutor).
- Francis Debeauvais et Paul-André Befort, Cueillir les étoiles : autour des astrolabes de Strasbourg, préface d'Agnès Acker, présentation de William Shea, Strasbourg, 2002 ISBN: 2-84512-019-2